# 高漸離
高漸離，戰國時燕國人，擅長擊筑（古代的一種擊弦樂器，頸细肩圓，中空，十三絃）。

## 生平
高漸離與荊軻友好。荊軻嗜酒，日與狗屠輩及高漸離飲於燕市，飲醉後放聲大哭，旁若無人。
前227年，荊軻欲刺秦王，臨行時，高漸離為他餞別。高漸離擊筑，荊軻放歌相和：“風蕭蕭兮易水寒，壯士一去兮不復還”。荊軻行刺失敗被殺。
秦国灭燕后，追捕荆轲党羽。高漸離改名換姓，在宋子（今河北趙縣）被僱做雜役。久而久之，他劳作得辛苦的时候，听到主人家宴上客人敲筑時總是徘徊不去，還私下議論客人筑藝優劣，後被主人引為上賓，“使击筑而歌，客无不流涕而去者”，由於聲名遠播，秦始皇知有此人，召見時終被揭發。
秦始皇知道高漸離是荊軻的好友，但愛惜他的才藝，免其死罪，用馬糞熏瞎其雙眼，留在宮中當樂工，放心讓他擊筑。一日高漸離將筑灌了鉛，趁秦王聽音樂入迷之時，向秦王擊去，惜未中，秦王遂诛高渐离，终身不复近诸侯之人。

## 釋名
“漸離”通“螹𧕮”，是傳說中的無角龍。

## 后世文化

### 相关诗词
荆轲饮燕市，酒酣气益震。哀歌和渐离，谓若傍无人。虽无壮士节，与世亦殊伦。高眄邈四海，豪右何足陈。贵者虽自贵，视之若埃尘。贱者虽自贱，重之若千钧。——左思，《咏史》
燕丹善勇士，荆轲为上宾。图尽擢匕首，长驱西入秦。素车驾白马，相送易水津。渐离击筑歌，悲声感路人。举坐同咨嗟，叹气若青云。——阮瑀，《咏史诗》
燕丹善养士，志在报强嬴。招集百夫良，岁暮得荆卿。君子死知己，提剑出燕京。素骥鸣广陌，慷慨送我行。雄髮指危冠，猛气冲长缨。饮饯易水上，四座列群英。渐离击悲筑，宋意唱高声。萧萧哀风逝，澹澹寒波生。商音更流涕，羽奏壮士惊。心知去不归，且有後世名。登车何时顾，飞盖入秦庭。凌厉越万里，逶迤过千城。图穷事自至，豪主正怔营。惜哉剑术疏，奇功遂不成！其人虽已殁，千载有馀情。——陶渊明，《咏荆轲》

### 影视作品
- 1986年 -《秦始皇》，李兆华、丁亮导演，陈小龙饰。
- 1996年 -《千秋英烈传·刺秦》，王晓斌饰。
- 1996年 -《秦颂》，周晓文导演，葛优饰。
- 1997年-《东周列国·战国篇》，高兰村飾。
- 1997年-《大刺客》，廖啟智飾。
- 1999年-《荆轲刺秦王》，陈凯歌导演，赵本山饰。
- 2004年-《荆轲传奇》，李惠民导演，何润东饰。
- 2007年-《秦时明月》（动画），謝添天（II）→沈磊（III）配音。
- 2010年-《神話》（电视剧）蒋家骏导演，张卫饰。
- 2014年-《秦時明月》（电视剧），隋咏良饰。

### 游戏形象
- 《王者荣耀》《叫我官老爺》
- 《忘川风华錄》